# Fundació Museu Cosme Bauçà
La Col·lecció Museogràfica Fundació Cosme Bauçà és un museu i una biblioteca situat al carrer de la Sínia, 20 de Felanitx (Mallorca).

## Història
Mossèn Cosme Bauçà morí el 13 de febrer de 1959 i llegà la seva casa i una part dels seus béns per la constitució d'un museu. La Fundació Museu Cosme Bauçà fou erigida el 4 de maig de 1962. Segons la voluntat del fundador, la junta administrativa havia de quedar composta pel Batle (President), el Rector (Secretari) i el President de la Comissió Municipal Informativa d'Educació (Tresorer).
Pel que fa al Museu, s'ha reunit, al llarg dels anys, una gran quantitat d'aparells i eines de tota classe d'oficis, cedides gratuïtament per la gent de la contrada, de forma que s'ha creat una important col·lecció de caràcter etnogràfic. A més, la família de D. Miquel Bordoy Oliver (historiador local) el 1968 donà a la Fundació una col·lecció d'objectes prehistòrics i arqueològics que havia recollit al llarg dels anys. El 1971 arribà al Museu una col·lecció d'ivoris de gran valor per donació de D. Nicolau Nicolau. El 2000 D. Andreu Vidal Febrer cedí a la Fundació una vitrina amb objectes prehistòrics. També es reuní una petita col·lecció de monedes, quadres, fotografies i gravats.
A través de la compra de llibres però, sobretot, a través de donacions el nombre de llibres ha anant augmentant considerablement fins a arribar actualment a: 295 manuscrits, 1423 llibres sobre temàtica felanitxera o sobre autors felanitxers i 3012 relacionats amb Mallorca. A més conté llibres i manuscrits molt valuosos, com és el cas del dos toms manuscrits del compositor valencià Joan Cabanilles (1644-1712). Aquest manuscrit conté prop d'un milenar de peces per a orgue, la majoria inèdites, i que probablement fou transcrit a mà devers l'any 1695.
Els anys 2007 i 2008 una Escola Taller, depenent de l'Ajuntament i amb fons europeus, realitzà obres a la planta baixa construint un bany i arreglant el pati i el jardí.
Dia 2011 es feu oficialment la reobertura de la Fundació després de cinc anys d'obres de rehabilitació.
Des del maig de 2016 resta oberta periòdicament al públic en general quatre dies a la setmana.
Dia 23 de maig de 2018 la Fundació Cosme Bauçà rebé el reconeixement com a Col·lecció Museogràfica del Consell Insular de Mallorca.